# Elke Blumauer
Elke Blumauer (geboren am 23. Juli 1963 in Offenbach am Main) ist eine Handballspielerin aus Deutschland.

## Vereinskarriere
Die 1,76 Meter große Elke Blumauer spielte beim PSV Grünweiß Frankfurt.

## Nationalmannschaft
Sie bestritt einige Länderspiele für die deutsche Nationalmannschaft. Mit dem Team des Deutschen Handballbundes nahm sie an den Olympischen Sommerspielen 1984 in Los Angeles teil.